# 홀어머니산성
홀어머니산성(홀어머니山城)은 대한민국 전북특별자치도 순창군 순창읍에 있는 산성이다. 1984년 4월 1일 전북특별자치도의 문화재자료 제70호로 지정되었다.

## 개요
전라북도 순창군 순창읍 백산리에 있는 이 산성은 대모산성 또는 백산리산성으로 불리는데, 두 산봉우리를 배 모양으로 감싼 형태를 하고 있다.
옛날 양씨 부인이 살고 있었는데, 설씨 총각이 결혼할 것을 요구하자 부인은 “총각이 나막신을 신고 서울을 다녀올 때까지 내가 성을 다 쌓지 못하면 허락하겠다”고 하였다. 부인이 마지막 성돌을 채 올리기 전에 총각이 돌아오자, 돌을 나르던 치마를 뒤집어쓰고 성벽 위에서 몸을 날려 자결하여 정절을 지켰다는 전설이 전해 내려온다.
동쪽으로 향한 물이 흘러나가는 구멍(수구)는 직선으로 단을 쌓았으며, 그 북쪽으로는 대모암이란 작은 사찰이 있다. 백제 때 만들어진 산성으로, 고려시대와 조선 초기까지 군창으로 사용되었다 한다.

## 참고 자료
- 홀어머니산성 - 국가유산청 국가유산포털